# Calciatori della nazionale boema
In questa lista sono raccolti i calciatori che hanno rappresentato in almeno una partita la Nazionale boema, che ha giocato tra il 1906 e il 1908 come parte dell'Impero austro-ungarico e per pochi mesi del 1939 come protettorato di Boemia e Moravia (oggi due delle tre regioni storiche che compongono la Repubblica Ceca).
| Nome               | Presenze | Reti | Esordio | Ultima partita |
| ------------------ | -------- | ---- | ------- | -------------- |
| Jindřich Baumruk   | 1        | 1    | 1906    | 1906           |
| Emanuel Benda      | 4        | 0    | 1906    | 1908           |
| Josef Bělka        | 4        | 4    | 1907    | 1908           |
| Josef Bican        | 2        | 6    | 1939    | 1939           |
| Jaroslav Bouček    | 3        | 0    | 1939    | 1939           |
| Jaroslav Burgr     | 2        | 0    | 1939    | 1939           |
| Karel Burkert      | 1        | 0    | 1939    | 1939           |
| Václav Čepelák     | 1        | 1    | 1939    | 1939           |
| Jaroslav Čížek     | 1        | 0    | 1907    | 1907           |
| Karel Hradecký     | 1        | 0    | 1907    | 1907           |
| Bohumil Jelínek    | 2        | 1    | 1906    | 1907           |
| Vladislav Jelínek  | 3        | 0    | 1906    | 1907           |
| Miloslav Jeník     | 2        | -8   | 1906    | 1908           |
| Ladislav Jetel     | 1        | 0    | 1906    | 1906           |
| František Jirásek  | 2        | 0    | 1906    | 1907           |
| Jaroslav Jirkovský | 3        | 0    | 1907    | 1908           |
| Josef Kopecký      | 2        | 0    | 1906    | 1906           |
| Jan Košek          | 3        | 4    | 1906    | 1908           |
| Karel Kotouč       | 3        | 0    | 1907    | 1908           |
| Alois Kovařovič    | 3        | 0    | 1907    | 1908           |
| Karel Kolský       | 2        | 0    | 1939    | 1939           |
| Vlastimil Kopecký  | 3        | 3    | 1939    | 1939           |
| Josef Košťálek     | 1        | 0    | 1939    | 1939           |
| Jaroslav Kraus     | 1        | -5   | 1939    | 1939           |
| Rudolf Krummer     | 1        | 0    | 1908    | 1908           |
| Antonín Kučera     | 1        | 0    | 1906    | 1906           |
| Jaroslav Kulich    | 1        | 0    | 1939    | 1939           |
| Josef Ludl         | 3        | 3    | 1939    | 1939           |
| Bohumil Macoun     | 2        | 0    | 1906    | 1908           |
| Ctibor Malý        | 3        | 0    | 1906    | 1908           |
| Viktor Müller      | 3        | -9   | 1906    | 1907           |
| Oldřich Nejedlý    | 1        | 1    | 1939    | 1939           |
| Jan Pech           | 1        | -1   | 1906    | 1906           |
| Josef Pelikán      | 1        | 1    | 1907    | 1907           |
| Karel Průcha       | 1        | 0    | 1939    | 1939           |
| Antonín Puč        | 1        | 1    | 1939    | 1939           |
| Jindřich Rezek     | 1        | 0    | 1906    | 1906           |
| Zdeněk Richter     | 2        | -8   | 1907    | 1907           |
| František Rosmaisl | 1        | 0    | 1906    | 1906           |
| Jan Říha           | 3        | 1    | 1939    | 1939           |
| Karel Senecký      | 1        | 0    | 1939    | 1939           |
| Jan Starý          | 3        | 2    | 1906    | 1908           |
| Antonín Šetela     | 1        | 0    | 1906    | 1906           |
| Miroslav Široký    | 1        | 0    | 1908    | 1908           |
| Rudolf Šmejkal     | 3        | 0    | 1939    | 1939           |
| Jaroslav Špindler  | 1        | 1    | 1908    | 1908           |
| Jaroslav Štumpf    | 3        | 0    | 1939    | 1939           |
| Karel Šubrt        | 1        | 0    | 1908    | 1908           |
| Václav Titl        | 1        | -5   | 1908    | 1908           |
| Jindřich Valášek   | 2        | 1    | 1906    | 1907           |
| Sláva Vaněk        | 1        | 0    | 1906    | 1906           |
| Richard Veselý     | 3        | 0    | 1906    | 1908           |
| Vojtěch Věchet     | 1        | -3   | 1939    | 1939           |
| Antonín Vosátka    | 1        | 0    | 1907    | 1907           |